# Guy d'Ivrée
Guy d'Ivrée, né vers 940 et tué lors d'un combat le 25 juin 965, est marquis d'Ivrée de 950 à sa mort.

## Biographie
Guy d'Ivrée est le second des fils du roi Bérenger II d'Italie et de Willa d'Arles il reçoit la marche d'Ivrée avec son frère Conrad après que leur frère aîné Adalbert/Aubert soit associé par leur père à la couronne royale en 950. 
Il réussit à conquérir Spolète et Camerino en 959. Il combat avec Bérenger II et Adalbert II contre Otton de Saxe. Bérenger II et Adalbert II en 963, après une difficile résistance se réfugient dans la forteresse de San Leo. Bérenger est capturé mais Adalbert se réfugie à Fraxinet en Provence occupée à cette époque par les Sarrazins de là il gagne la Corse. Bérenger II et son épouse Willa qui entre-temps était assiégée dans une forteresse près du Lac d'Orta, sont capturés et transférés en Allemagne à Bamberg où ils meurent.
Le 12 septembre 963, l'Empereur réduit le territoire de la marche d'Ivrée qu'il laisse à Guy lorsqu'il cède une patrie de ses domaines à son homonyme; Guy l'évêque de Modène. En 964, Adalbert revient en Italie et avec l'aide de Guy et de Conrad il tente de reprendre la couronne et s'oppose au pape Jean XIII installé par Othon Ier. En 965 lors des combats contre l'armée de souabes du duc Burchard III envoyé par l'empereur pour rétablir son autorité en Italie, Guy est tué lors d'une bataille contre les forces impériales près du Pô le 25 juin 965. Adalbert se retire définitivement en Bourgogne où il meurt. Conrad d'Ivrée se soumet et récupère la Marche d'Ivrée.

## Source de la traduction
- (it) Cet article est partiellement ou en totalité issu de l’article de Wikipédia en italien intitulé « Guido d'Ivrea » (voir la liste des auteurs).